# Strepetove, Nîjnohirskîi
Strepetove (în ucraineană Стрепетове) este un sat în comuna Drofîne din raionul Nîjnohirskîi, Republica Autonomă Crimeea, Ucraina.

## Demografie
Componența lingvistică a localității Strepetove
     Tătară crimeeană (45,73%)
     Rusă (40,63%)
     Ucraineană (9,9%)
     Belarusă (1,95%)
     Alte limbi (0,15%)
Conform recensământului din 2001, nu exista o limbă vorbită de majoritatea populației, aceasta fiind compusă din vorbitori de tătară crimeeană (45,73%), rusă (40,63%), ucraineană (9,9%) și belarusă (1,95%).